# Брауншвейг (герцогство)
Герцогство Брауншвейг (нем. Herzogtum Braunschweig) — немецкое конституционное герцогство, созданное по итогам Венского конгресса (1814 год) на основе княжества Брауншвейг-Вольфенбюттель. 
Столица государства — город Брауншвейг. Правящая династия — Вельфы старшей линии. После смерти последнего герцога в 1884 году фактически превращено в провинцию Пруссии во главе с одним из членов прусского правящего дома Гогенцоллернов в качестве регента. В 1913 — 1918 годах герцогство во главе с Эрнстом Августом Ганноверским.

## История
По Тильзитскому миру 1807 года герцогство Брауншвейг-Люнебург вошло в состав новосозданного Вестфальского королевства, но после Лейпцигского сражения сын Карла Вильгельма Фердинанда Фридрих Вильгельм вернулся в своё герцогство и принял на себя управление государственными делами. В 1815 году Фридрих Вильгельм был убит в сражении при Катр-Бра. После него остался ещё несовершеннолетний сын Карл, и герцогством стал управлять через своего министра графа Мюнстера опекун Карла принц-регент Великобританский, впоследствии король Георг IV.
Уступая настояниям дворянства, регентство согласилось восстановить сословное представительство, и с этой целью в 1820 году издан был новый государственный устав. Однако герцог Карл, принявший власть в свои руки в 1826 году, не захотел признавать устава 1820 года. В стране началось брожение, которое 7 сентября 1830 года разрешилось открытым бунтом: герцогский дворец в Брауншвейге был взят приступом и сожжен; сам герцог должен был спастись бегством.
10 сентября в Брауншвейг из Берлина прибыл брат изгнанного герцога Вильгельм Брауншвейгский и временно взял власть в свои руки. Сначала он управлял с ведома и согласия своего брата, но в дальнейшем, после нескольких попыток брата произвести контрреволюцию, стал управлять вполне самостоятельно и успел восстановить порядок. Союзный сейм признал законность устава 1820 года и просил герцога продолжать управлять государством, пока агнаты не произнесут своего суда над изгнанным герцогом. Агнаты объявили герцога Карла неспособным к управлению и тем самым лишенным престола. Вскоре успели обнаружиться недостатки устава 1820 года, и правительство предложило чинам проект нового государственного основного закона, который был принят в 1832 году.
В 1848 году брауншвейгцы приняли участие в общем движении. Уже в первых днях марта была провозглашена отмена цензуры и публичность прений в собрании чинов. 31 марта открылась сессия чрезвычайного ландтага, рассмотревшего и принявшего законы о публичности и гласности судопроизводства и о введении суда присяжных по уголовным делам (20 апреля), о свободе печати и книжной торговли, об отмене запрещения браков между христианами и евреями, о свободе публичных собраний, о народном ополчении, об отмене права охоты. Выработаны были также временные правила о новом составе собрания представителей и о способе производства выборов.
Первый ландтаг, избранный на основании этих временных правил, открыл свои заседания 18 декабря 1848 года. Либеральные члены его шли рука об руку с правительством, заявлявшим полную готовность идти навстречу либеральным требованиям времени. Началось в стране развитие, исходным пунктом для которого служило решительное признание принципа самоуправления и свободного развития права публичных собраний. Герцог, в согласии с государственным министром фон Шлейницем († 3 ноября 1856) и его преемниками фон Гейзо († 27 ноября 1861) и фон Кампе († 14 октября 1874), с искреннейшим воодушевлением относился к вопросу единства Германии.

### Кризис престолонаследия
Последний Вельф старшей линии, правивший страной 53 года 78-летний герцог Вильгельм, умер 18 октября 1884 года в своём силезском замке Сибилленорт. Ни он, ни гораздо раньше умерший старший брат его, изгнанный герцог Карл, не были женаты, и потому в лице его пресеклась старшая линия Вельфов. Герцог Эрнст-Август Камберлендский, сын короля Ганновера Георга, умершего в 1878 году, женатый на датской принцессе Тире, полагал, что имеет бесспорные права на брауншвейгское наследство. Но так как имелись от него письма, в которых он объявлял, что и в случае получения им Брауншвейгского наследства он по-прежнему будет настаивать на своих правах на Ганновер, то патент, которым он известил всех немецких государей и брауншвейгское министерство о своем вступлении на брауншвейгский престол, не был принят императором, и последний поручил начальство над стоящими в Брауншвейге войсками генералу Гильгерсу, который обратился к жителям герцогства с прокламацией, приглашавшей их терпеливо ожидать решения имперского союзного совета по вопросу о брауншвейгском наследстве и пребывать в уверенности, что права и будущность их страны находятся под охраной империи и конституции. Брауншвейгское министерство отвечало герцогу, что совет регентства, организовавшийся в герцогстве на основании закона 16 февраля 1879 года, предписал министерству не контрассигнировать и не обнародовать его патента, во исполнение чего министерство и должно предоставить самому герцогу отыскивать свои права на престолонаследие перед судом императора и империи.

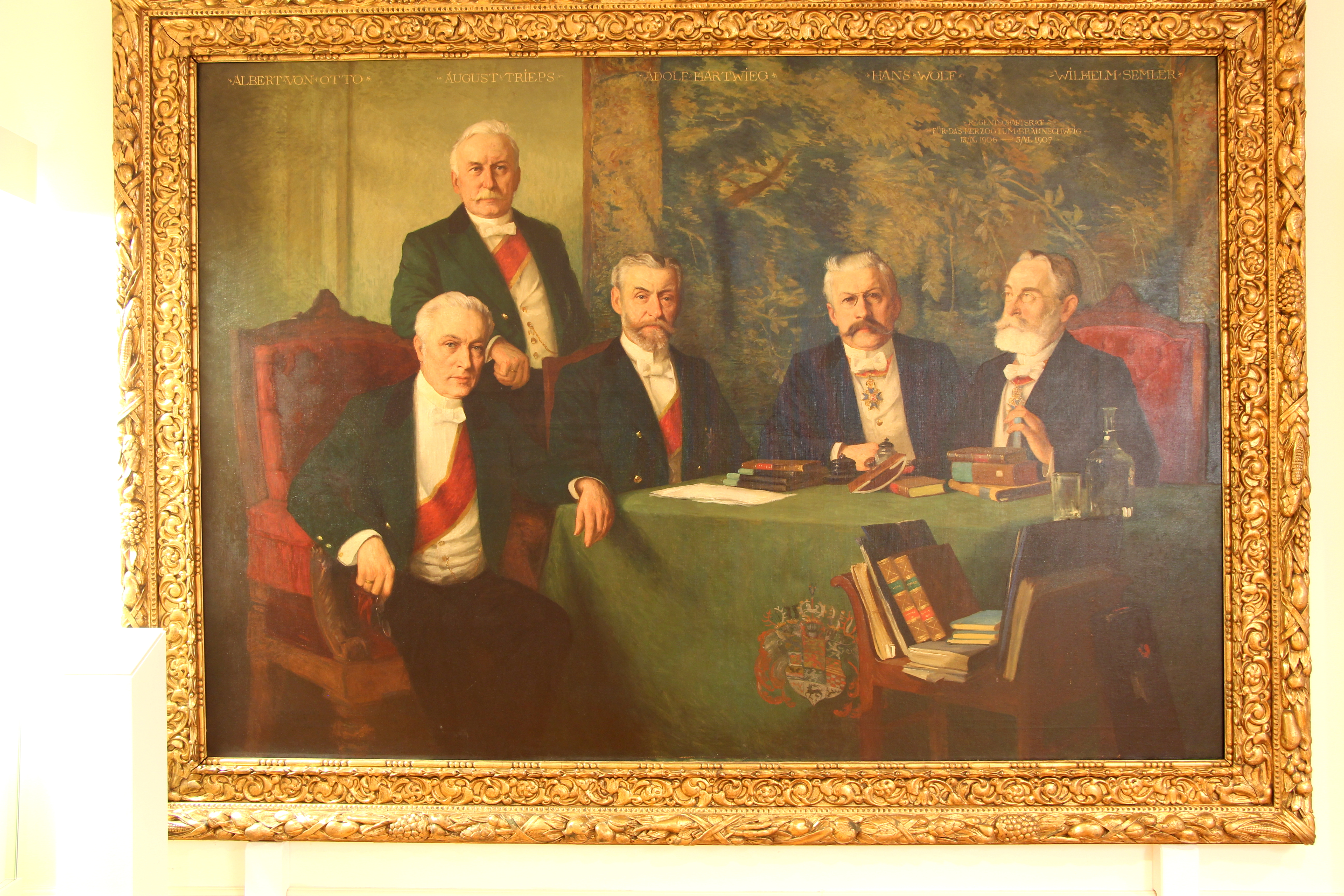
Регентский совет герцогства в 1907 году

Брауншвейгский ландтаг, созванный на 23 октября 1884 года в чрезвычайную сессию, одобрил решения министерства по вопросу о престолонаследии. 2 июля 1885 года, по предложению имперского канцлера, одобренному брауншвейгским ландтагом в заседании 30 июня, союзный совет высказался в том смысле, что ввиду враждебных отношений герцога Камберлендского к союзному Прусскому государству, его правление в герцогстве Брауншвейгском является несогласным с основными принципами союзных договоров и имперской конституции. 30 октября того же года состоящая при брауншвейгском ландтаге комиссия по вопросам государственного права вошла в ландтаг с предложением объявить, что притязания герцога Камберлендского на прусскую провинцию Ганновер делают невозможным допущение его прав на брауншвейгское престолонаследие и что ландтаг не располагает никакими конституционными средствами для устранения затруднений, которые герцог создал себе сам. Это предложение было принято всеми голосами, кроме двух. Затем ландтаг, согласно закону о регентстве, изданному в 1879 году, приступил к избранию регента.
Граф Герц Врисберг, президент брауншвейгского министерства, от имени совета регентства (Regentschaftsrat) предложил прусского принца Альбрехта, и 21 октября этот выбор единогласно состоялся. Принц Альбрехт принял избрание, и 3 ноября, после торжественного въезда в Брауншвейг, вступил во власть. Одной из первых мер его правительства было заключение военной конвенции с Пруссией (24 марта 1886 года). В 1899 году была изменена система выборов в брауншвейгский ландтаг: он состоял теперь из 48 депутатов, из коих 30 избирались всеобщей, но не равной, а трехклассной и притом двухстепенной подачей голосов, а 18 избирались отдельными сословиями и группами населения, духовенством, землевладельцами, лицами с университетским дипломом и плательщиками особо крупных налогов.

### Последний герцог
После смерти Альбрехта в 1907 году его сменил в качестве регента Иоганн Альбрехт Мекленбургский, также послушный исполнитель воли Берлина. Тем временем
Эрнст Август Ганноверский, один из внуков короля Георга V, в мае 1913 года вступил в брак с Викторией Луизой, единственной дочерью кайзера Вильгельма II. Это бракосочетание урегулировало многолетние споры между Гогенцоллернами и Вельфами относительно судьбы брауншвейгской короны.
По предложению кайзера бундесрат 28 октября 1913 года принял решение о том, что Эрнст Август становится правящим герцогом Брауншвейга и Люнебурга. Его правление продолжалось 5 лет, до ликвидации Германской империи в 1918 году.

## География

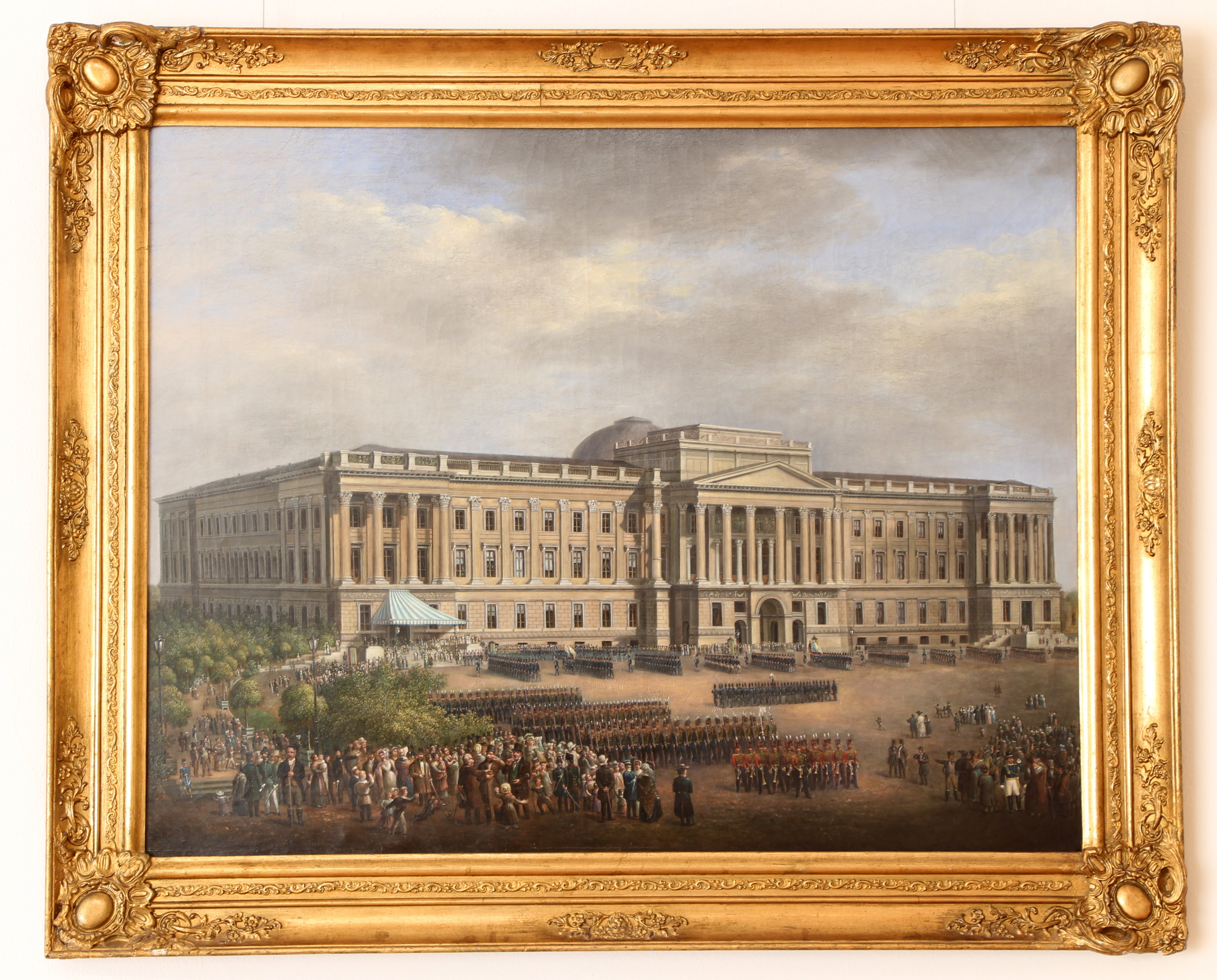
Резиденция герцогов Брауншвейга в 1855 году

Герцогство состояло из трёх больших и пяти малых чересполосных участков, граничащих с прусскими провинциями Ганновер, Вестфалия и Саксония, с княжествами Вальдек-Пирмонт и Ангальт.
Из больших участков северный представлял ровную поверхность, только местами пересекаемую холмами, не подымающимися выше 327 м; юго-восточный лежал в пределах Гарца, высшие пункты которого достигают здесь высоты 936 и 970 метров; западный, пересекался Везерскими горами, достигающими высоты 390 и 448 метров. За немногими исключениями, герцогство принадлежало к бассейну Везера, орошаясь по западной границе самим Везером, по северо-восточной, притоком его Аллером, а внутри притоком Аллера Окером.
Гарцский участок, состоявший в общем владении Брауншвейга и Пруссии, по договору 9 июля 1874 года был разделён между обоими государствами, но эксплуатация рудников была по-прежнему общей, и делилась только прибыль, в долях 3/7 для Брауншвейга, и 4/7 для Пруссии.
По вероисповеданиям население состояло из 357 тысяч лютеран, 12 тысяч католиков, 618 христиан разных других исповеданий и 1,5 тысяч евреев.

## Экономика
Благодаря природным богатствам страны все ветви сельского хозяйства процветали. Земледелие и садоводство достигло высокой степени развития. Скотоводством почти повсеместно занимались лишь как подспорьем земледелию.
Горные промыслы, за исключением гарцских, были сосредоточены в руках частных лиц. В 1881 году всех горных продуктов было добыто на 6 504 000 марок; золота добыто 24 кг, серебра 3854 кг, железной руды 96 433 тонны; поваренной соли 7544 тонны.
Много всякого строительного материала: гранита, песчаника, мрамора, туфа, сиенита и др. Прекраснейший материал для мощения улиц доставляли каменоломни близ Гарцбурга. Значительно также свеклосахарное производство и водочное.
Торговля герцогства довольно значительна. Главные статьи вывоза: хлеб, пряжа, полотно, бумага, ковры, войлочные и шелковые шляпы, сахар, пиво, водка, репное и льняное масло, лакированные товары, свинец, железо и железные изделия, швейные машины, лес и деревянные изделия, строительный камень, цемент, асфальт, серная кислота и другие химические фабрикаты, колбасы и проч. Железные дороги представляют сеть в 4600 км длины, из которых на долю государственных приходится 747 км. Государственные железные дороги в 1870 году были проданы на срок до 1934 года за капитал в 33 000 000 марок и ежегодную уплату 2 625 000 марок Брауншвейгскому железнодорожному обществу.
Кроме отделения Имперского банка, Брауншвейг-Ганноверского ипотечного банка и Герцогского ссудного банка, имелся Брауншвейгский банк, основанный в 1853 году, с основным капиталом в 3 500 000 талеров, может выпускать банковых билетов на 4 500 000 талеров и должен иметь в запасе чистыми деньгами для выкупа билетов до 3 500 000, четвертую часть этой суммы, для выкупа же остальных билетов третью часть образующегося излишка. В 1881 году весь оборот этого банка представил сумму в 969 370 000 марок. С 1862 года в герцогстве существует дворянское кредитное общество для ссуд под заклад поземельной собственности. В 1881 году в герцогстве было 79 имперских почтовых, 62 телеграфных и 11 телефонных контор.
Школы и другие образовательные заведения стоят на высокой степени развитии. В 1882 году было: 382 общинных школ с 39 266 учащимися, 40 городских школ с 17 089 учащимися, 11 частных учебных заведений под надзором консистории, 5 гимназий с 1694 учащимися, 1 Реальная гимназии (в Б.), 1 Городская реальная второразрядная (в Б.), 1 Реальная гимназии в Гандерсгейме, 1 Высшее и 1 Среднее женское училище с 378 ученицами в Б., 2 Учительских семинарии в Б. и Вольфенбюттеле, 1 Семинария для приготовления проповедников в Вольфенбюттеле, 1 Высшее техническое училище (Carolo-Wilheimina в Б.), 1 Архитектурная школа в Гольцмюндене, 1 Сельскохозяйственная в Гельмштед-Мариенберге, знаменитая герцогская библиотека в Вольфенбюттеле с 300 000 томов и 10 000 рукописей. Из многочисленных благотворительных заведений следует отметить: заведение для умалишённых в Кенигслюттере, заведение для идиотов в Сикте, герцогскую больницу и Мариинский институт диаконис (сестер милосердия) в Б.
Форма правления в герцогстве после переворота 1830 г. конституционно-монархическая. Палата депутатов (ландтаг) созывалась герцогом каждые три года, но в некоторых случаях могла собираться и по собственному почину. С 1851 г. она состояла из 46 членов, из числа которых 10 избирались городами, 12 сельскими общинами, 21 лицами, платящими наиболее налогов, 3 лютеранским духовенством. В административном отношении страна делилась на шесть округов. Судопроизводство публичное и устное; уголовные преступления подлежали суду присяжных, существующему в герцогстве с 1850 г. Государственная церковь евангелическо-лютеранская; церковная власть принадлежала герцогу, который отправлял её при содействии консистории, имевшей значение только совещательного учреждения. Католики причислены к епархии епископа гильдесгеймского.
Государственный бюджет (1889 год) равнялся 22 мил. марок. Государственный долг представляет сумму в 63 343 000 марок, из них 45 000 000 израсходованы на сооружение железных дорог. В союзном совете Брауншвейг располагал двумя голосами и высылал в рейхстаг трех депутатов. Герцогский армейский контингент принадлежал к 10 союзному армейскому корпусу и состоял из одного пехотного полка с причисленными к нему двумя батальонами ландвера, одного гусарского полка и одной батареи. Знаки отличия в Брауншвейга: орден Генриха Льва пяти степеней, крест за заслуги, первой и второй степени, несколько знаков отличия за военную службу, медаль за спасение. Герб герцога: вертикально разделенный щит, на правой стороне которого два переступающих друг через друга золотых леопарда в красном поле, на левой — голубой лев в золотом, усеянном красными сердцами поле.

## Государственный строй
Глава государства — Герцог, законодательный орган — Брауншвейгское Собрание Сословий (Braunschweigische Ständeversammlung), избирался выборщика на основе имущественного ценза сроком на 5 лет, исполнительный орган — Брауншвейгское Государственное Министерство (Braunschweigische Staatsministerium), назначалось Герцогом и несёт ним ответственность.

## Административное деление
Территория Брауншвейга делилась на районы (kreis):
- Бланкенбург
- Брауншвейг
- Гандерсхейм
- Хельмштедт
- Хольцминден
- Вольфенбюттель

## Правовая система
Высшая судебная инстанция — Высший апелляционный суд Вольфенбюттеля (Oberappellationsgericht Wolfenbüttel), с 1877 года — Высший земельный суд Брауншвейга (Oberlandesgericht Braunschweig), суд первой инстанции — Земельный суд Брауншвейга (Landgericht Braunschweig).

## Силовые структуры
В силовые структуры государства входили, на окончание XIX столетия:
- Брауншвейгская армия (Герцогский контингент), входила в состав 10-го союзного армейского корпуса[2]:
  - Пехотный полк[2];
  - 1-й батальон ландвера Брауншвейга[2] (Landwehr-Bataillon 1. Braunschweig) (районы Брауншвейг, Хельмштадт и Бланкенбург);
  - 2-й батальон ландвера Брауншвейга[2] (Landwehr-Bataillon 2. Braunschweig) (районы Вольфенбюттель, Гандерсхайм и Хольцминден);
  - Одна батарея[2];
  - Пехотный полк ландштурма;
  - Гусарский полк[2];
- Брауншвейгская полиция.

На начало XX столетия конституционное герцогство Германской империи укреплённых пунктов не имело. Действующие в государстве войска не могли рассчитывать на сбор лошадей и не были обеспечены скотом; сбор хлебов и овса лишь покрывал потребности населения, для обеспечения войск был нужен подвоз. Состав населения был весьма благоприятен для комплектования Германской имперской армии по территориальной системе, принятой в империи. Особых вооружённых сил государство не содержало, а комплектовало части X армейского корпуса, расположенные в его пределах. 